# Nataša Olimpiki
Nataša Olimpiki (prej Nataša Kadunc), slovenska dobrodelnica in podjetnica, * 18. maj 1974, Ljubljana
Bila je solastnica ljubljanskih picerij Parma in Foculus. Od leta 2014 ima športno društvo Olimpiki, ki se osredotoča na humanitarno pomoč otrokom.
Olimpiki v Sloveniji deluje z namenom pomagati otrokom v stiski. Športno društvo in humanitarna organizacija Olimpiki je nastala je 26. februarja 2014 na pobudo Nataše Olimpki, ki je tudi predsednica.
Obenem so imeli podporo državnih institucij, zbranih vodstev številnih občin in krajevnih skupnosti. Začeli so delovati na različnih področjih, predvsem v športu in kulturi. Sledila je organizacija ekskurzij in raznih javnih prireditev z znanimi osebnostmi. Do jeseni 2020 je bilo izvedenih več kot dvanajst dobrodelnih dogodkov, namenjenih različni pomoči otrokom in mladostnikom, pomoč pa je prejelo več kot 40.000 otrok.

## Zasebno
Je ločena mama 3 otrok. Obiskovala je srednjo ekonomsko šolo.